# Žvabovo
Žvabovo je naselje v Občini Šentjernej.